# Henry Venn

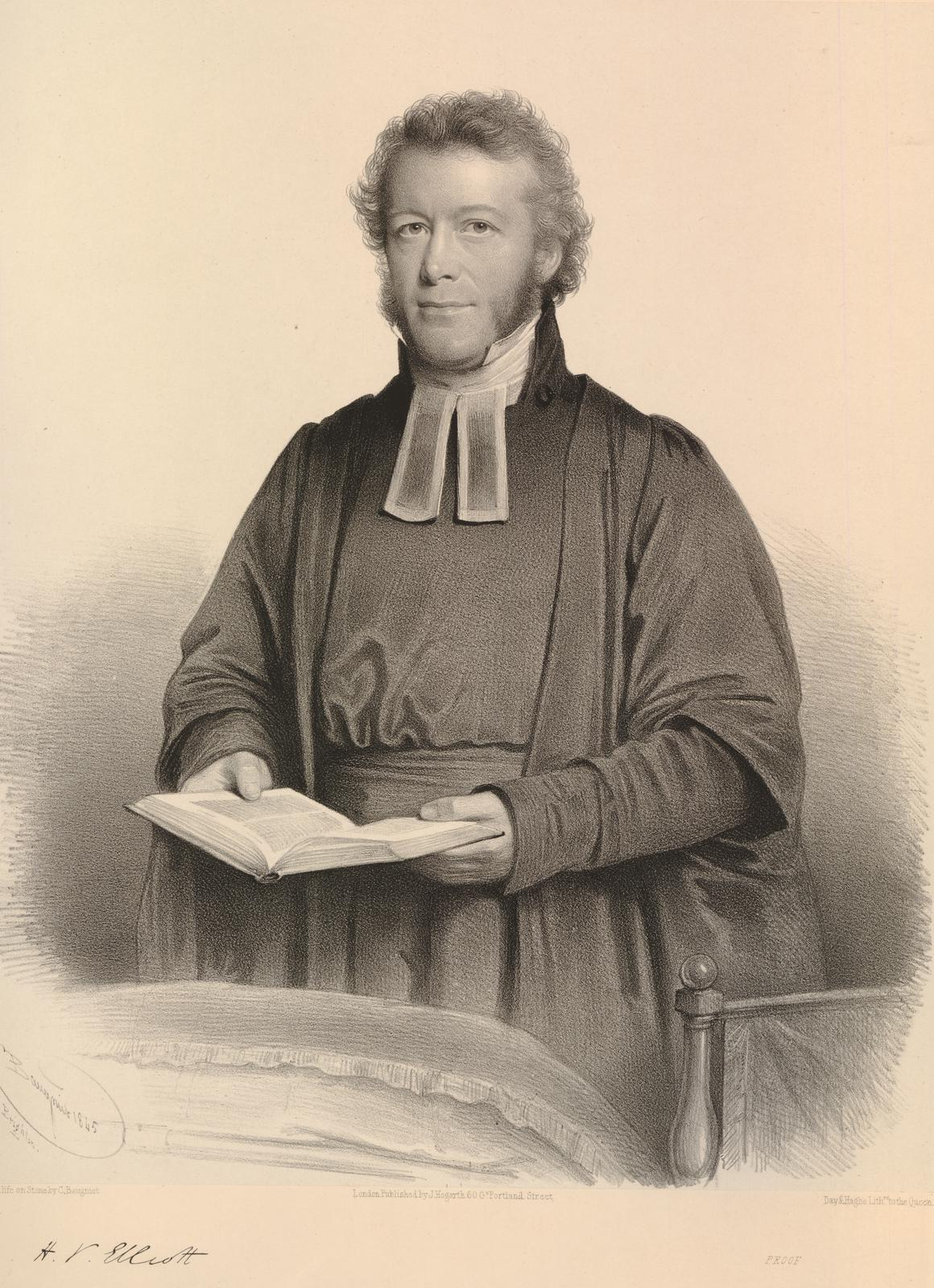
Henry Venn

Henry Venn (* 1724 in Surrey; † 1797) war ein britischer Priester der Church of England.

## Leben
Venn wurde in Surrey geboren und an der Cambridge University unterrichtet, für die er auch Cricket spielte. 1749 wurde er zum Priester der Church of England ordiniert. Zunächst war er als Hilfsprediger in West Horsley und Clapham tätig, danach ab 1759 als Vikar in Huddersfield.
1771 übernahm er eine Pfarrstelle in Yelling, wo er bis zum Ende seiner Dienstzeit wirkte.
Venn pflegte freundschaftliche Verbindungen mit bekannten Predigern seiner Zeit, darunter John Wesley und George Whitefield. Venn hielt seine Predigten aus dem Stegreif, diese waren evangelikaler Prägung.
1763 veröffentlichte Venn ein Andachtsbuch unter dem Titel The Complete Duty of Man, das unter evangelikal gesinnten Christen weite Verbreitung fand und das zuvor anonym veröffentlichte Andachtsbuch „The Whole Duty of Man“ verdrängte.
Zahlreiche von Henry Venns Nachfahren waren ebenfalls prominent. Sein Sohn John Venn war ein bekannter Sozialreformer und Philanthrop, seine Enkelin Charlotte Elliott war Dichterin und Autorin von Kirchenhymnen, von denen die bekannteste Just As I Am ist. Sein Enkel Henry Venn war ein bekannter Theologe. Venn war zudem der Urgroßvater des Mathematikers und anglikanischen Geistlichen John Venn sowie Ur-Ur-Großvater des britischen Ökonomen John Archibald Venn.

## Werke
- Henry Venn: The Complete Duty of Man. 1763 (Ausgabe 1811)